# Centro de Coordinación de Acción contra las Minas
Un Centro de Coordinación de Acción contra las Minas es una agencia establecida en una región bajo los auspicios de las Naciones Unidas para coordinar el desminado o la limpieza de los restos explosivos de guerra - incluyendo las minas terrestres y artefactos explosivos sin detonar. Los centros individuales están administrados habitualmente por la Oficina de las Naciones Unidas de Servicios para Proyectos (UNOPS) mientras que la política mundial se encuentra a cargo del Servicio de la Naciones Unidas de Acción contra las Minas (UNMAS).

## Ubicaciones
Uno de los mayores centros de coordinación de acción contra las minas es UNMACC SL en Tiro, al sur del Líbano. Otros centros están en otros lugares donde ha habido conflictos bélicos: Kabul, en Afganistán, y Jartum, en Sudán.  Otras localizaciones anteriores incluyen Bagdad (Irak) y Pristina (Kosovo).